# El Mehdi Chokri
Pour les articles homonymes, voir Chokri (homonymie).
El Mehdi Chokri né le 23 janvier 1997 à Aigle en Suisse, est un coureur cycliste marocain.

## Biographie
Initialement prévu au Guidon chalettois, club de DN1, pour la saison 2017, formation où il retrouve son compatriote Anass Aït El Abdia, il s'engage cependant avec l'équipe Dimension Data-Qhubeka.
En 2020, il devait devenir le premier musulman à rejoindre l'équipe israélienne Israel Cycling Academy, avant de finalement s'engager avec l'AC Bisontine, un club amateur évoluant en DN1 française. Cependant, en raison de la pandémie de Covid-19, il ne peut rejoindre la France et ne participe à aucune course en 2020.

## Palmarès sur route

### Par année
- 2012
  -  Champion arabe du contre-la-montre benjamins
- 2013
  -  Champion arabe du contre-la-montre cadets
- 2014
  -  Médaillé d'argent du championnat arabe du contre-la-montre juniors[5]
- 2015
  -  Champion d'Afrique sur route juniors
  -  Champion arabe du contre-la-montre juniors[6]
  -  Champion arabe du contre-la-montre par équipes juniors[n 1]
  -  Médaillé d'argent du championnat d'Afrique du contre-la-montre par équipes juniors
  -  Médaillé de bronze du championnat d'Afrique du contre-la-montre juniors
- 2016
  - 4e étape du Tour de Côte d'Ivoire
  - 2e du Grand Prix de Charvieu-Chavagneux
  - 2e de Martigny-Mauvoisin
  - 2e du Tour de Côte d'Ivoire
- 2017
  -  Champion du Maroc du contre-la-montre espoirs
  - 2e du championnat du Maroc sur route espoirs
- 2018
  - 2e du Tour de l'Espoir
- 2019
  -  Champion du Maroc du contre-la-montre
  - 6e étape du Tour du Maroc
  - 2e du Grand Prix Industrie del Marmo

### Classements mondiaux
| Année           | 2016 | 2017 | 2018   |
| --------------- | ---- | ---- | ------ |
| UCI Africa Tour | 60e  |      | 30e    |
| UCI Europe Tour |      |      | 1 961e |

## Palmarès sur piste

### Championnats d'Afrique
- Casablanca 2016
  -  Champion d'Afrique de poursuite par équipes (avec Abderrahim Aouida, Soufiane Sahbaoui et Mohcine El Kouraji)